# Qatar ExxonMobil Open 2019
Il Qatar ExxonMobil Open 2019 è stato un torneo di tennis giocato sul cemento. È stata la 27ª edizione del Qatar ExxonMobil Open, facente parte dell'ATP Tour 250 nell'ambito dell'ATP Tour 2019. Si è giocato nell'impianto Khalifa International Tennis Complex a Doha, Qatar, dal 31 dicembre 2018 al 5 gennaio 2019.

## Partecipanti

### Teste di serie
| Nazionalità | Giocatore             | Ranking* | Testa di serie |
| ----------- | --------------------- | -------- | -------------- |
| Serbia      | Novak Đoković         | 1        | 1              |
| Austria     | Dominic Thiem         | 8        | 2              |
| Russia      | Karen Chačanov        | 11       | 3              |
| Italia      | Marco Cecchinato      | 20       | 4              |
| Georgia     | Nikoloz Basilašvili   | 21       | 5              |
| Belgio      | David Goffin          | 22       | 6              |
| Spagna      | Roberto Bautista Agut | 24       | 7              |
| Spagna      | Fernando Verdasco     | 28       | 8              |

* Ranking al 24 dicembre 2018.

### Altri partecipanti
I seguenti giocatori hanno ricevuto una wild card per il tabellone principale:
- Tomáš Berdych
- Cem İlkel
- Mubarak Shannan Zayid

I seguenti giocatori sono passati dalle qualificazioni:

- Ričardas Berankis
- Guillermo García López
- Maximilian Marterer
- Serhij Stachovs'kyj

Il seguente giocatore è entrato nel tabellone principale come lucky loser:
- Paolo Lorenzi

### Ritiri
Prima del torneo
- Richard Gasquet → sostituito da  Stan Wawrinka
- Michail Kukuškin → sostituito da  Andrej Rublëv
- Feliciano López → sostituito da  Paolo Lorenzi

Durante il torneo
- Guido Pella

## Partecipanti al doppio

### Teste di serie
| Nazione     | Giocatore      | Nazione | Giocatore      | Ranking* | Testa di serie |
| ----------- | -------------- | ------- | -------------- | -------- | -------------- |
| Austria     | Oliver Marach  | Croazia | Mate Pavić     | 7        | 1              |
| Regno Unito | Jamie Murray   | Brasile | Bruno Soares   | 14       | 2              |
| Croazia     | Nikola Mektić  | Austria | Alexander Peya | 30       | 3              |
| Regno Unito | Dominic Inglot | Croazia | Franko Škugor  | 48       | 4              |

* Ranking aggiornato al 24 dicembre 2018.

### Altri partecipanti
Le seguenti coppie hanno ricevuto una wildcard per il tabellone principale:
- Marco Đoković /  Novak Đoković
- Cem İlkel /  Mubarak Shannan Zayid

## Campioni

### Singolare
Roberto Bautista Agut ha battuto in finale  Tomáš Berdych con il punteggio di 6–4, 3–6, 6–3.
- È il nono titolo il carriera per Bautista Agut, il primo della stagione.

### Doppio
David Goffin /  Pierre-Hugues Herbert hanno battuto in finale  Robin Haase /  Matwé Middelkoop con il punteggio di 5–7, 6–4, [10–4].